# Europees kampioenschap basketbal vrouwen 1978
Het 16e Europees kampioenschap basketbal vrouwen vond plaats van 20 tot 30 mei 1978 in Polen. 13 nationale teams speelden in Konin, Toruń, Zielona Góra en Poznań om de Europese titel.

## Voorronde
Gastland Polen is automatisch geplaatst voor de hoofdronde, de overige 12 deelnemende landen zijn onderverdeeld in drie poules van vier landen. De top twee van elke poule plaatsten zich voor de hoofdronde, de overige landen speelden om de achtste plaats.

### Groep A
| Datum  | Land                     | Score    | Land                     |
| ------ | ------------------------ | -------- | ------------------------ |
| 20 mei | Roemenië                 | 69 – 56  | Bondsrepubliek Duitsland |
| 20 mei | Sovjet-Unie              | 111 – 73 | Frankrijk                |
| 21 mei | Sovjet-Unie              | 120 – 57 | Bondsrepubliek Duitsland |
| 21 mei | Frankrijk                | 74 – 73  | Roemenië                 |
| 22 mei | Bondsrepubliek Duitsland | 54 – 58  | Frankrijk                |
| 22 mei | Sovjet-Unie              | 97 – 64  | Roemenië                 |

| Groep A |                          |             |             |             |            |            |            |        |
| #       | Land                     | Wedstrijden | Wedstrijden | Wedstrijden | Doelpunten | Doelpunten | Doelpunten | Punten |
| #       | Land                     | G           | W           | V           | V          | T          | Saldo      | Punten |
| 1       | Sovjet-Unie              | 3           | 3           | 0           | 328        | 194        | +134       | 6      |
| 2       | Frankrijk                | 3           | 2           | 1           | 205        | 238        | -33        | 5      |
| 3       | Roemenië                 | 3           | 1           | 2           | 206        | 227        | -21        | 4      |
| 4       | Bondsrepubliek Duitsland | 3           | 0           | 3           | 167        | 247        | -80        | 3      |

### Groep B
| Datum  | Land      | Score   | Land      |
| ------ | --------- | ------- | --------- |
| 20 mei | Spanje    | 61 – 66 | Italië    |
| 20 mei | Hongarije | 77 – 74 | Bulgarije |
| 21 mei | Bulgarije | 90 – 61 | Spanje    |
| 21 mei | Hongarije | 64 – 61 | Italië    |
| 22 mei | Hongarije | 79 – 72 | Spanje    |
| 22 mei | Italië    | 55 – 89 | Bulgarije |

| Groep B |           |             |             |             |            |            |            |        |
| #       | Land      | Wedstrijden | Wedstrijden | Wedstrijden | Doelpunten | Doelpunten | Doelpunten | Punten |
| #       | Land      | G           | W           | V           | V          | T          | Saldo      | Punten |
| 1       | Hongarije | 3           | 3           | 0           | 220        | 207        | +13        | 6      |
| 2       | Bulgarije | 3           | 2           | 1           | 253        | 193        | +60        | 5      |
| 3       | Italië    | 3           | 1           | 2           | 182        | 214        | -32        | 4      |
| 4       | Spanje    | 3           | 0           | 3           | 194        | 235        | -41        | 3      |

### Groep C
| Datum  | Land              | Score   | Land        |
| ------ | ----------------- | ------- | ----------- |
| 20 mei | Tsjecho-Slowakije | 62 – 45 | Nederland   |
| 20 mei | Joegoslavië       | 99 – 68 | Zweden      |
| 21 mei | Nederland         | 64 – 69 | Joegoslavië |
| 21 mei | Tsjecho-Slowakije | 83 – 53 | Zweden      |
| 22 mei | Zweden            | 65 – 75 | Nederland   |
| 22 mei | Tsjecho-Slowakije | 64 – 81 | Joegoslavië |

| Groep C |                   |             |             |             |            |            |            |        |
| #       | Land              | Wedstrijden | Wedstrijden | Wedstrijden | Doelpunten | Doelpunten | Doelpunten | Punten |
| #       | Land              | G           | W           | V           | V          | T          | Saldo      | Punten |
| 1       | Joegoslavië       | 3           | 3           | 0           | 249        | 196        | +53        | 6      |
| 2       | Tsjecho-Slowakije | 3           | 2           | 1           | 209        | 179        | +30        | 5      |
| 3       | Nederland         | 3           | 1           | 2           | 184        | 196        | -12        | 4      |
| 4       | Zweden            | 3           | 0           | 3           | 186        | 257        | -71        | 3      |

## Hoofdronde
Onderlinge resultaten uit de voorronde telden mee voor de hoofdronde.

### Groep X
| Datum  | Land              | Score    | Land              |
| ------ | ----------------- | -------- | ----------------- |
| 24 mei | Hongarije         | 68 – 80  | Tsjecho-Slowakije |
| 24 mei | Frankrijk         | 73 – 70  | Polen             |
| 24 mei | Bulgarije         | 63 – 89  | Sovjet-Unie       |
| 25 mei | Bulgarije         | 63 – 77  | Frankrijk         |
| 25 mei | Tsjecho-Slowakije | 77 – 64  | Polen             |
| 25 mei | Sovjet-Unie       | 116 – 78 | Joegoslavië       |
| 26 mei | Sovjet-Unie       | 92 – 70  | Tsjecho-Slowakije |
| 26 mei | Bulgarije         | 102 – 76 | Polen             |
| 26 mei | Hongarije         | 79 – 86  | Joegoslavië       |
| 28 mei | Polen             | 57 – 79  | Sovjet-Unie       |
| 28 mei | Frankrijk         | 78 – 72  | Hongarije         |
| 28 mei | Joegoslavië       | 90 – 87  | Bulgarije         |
| 29 mei | Joegoslavië       | 81 – 69  | Frankrijk         |
| 29 mei | Polen             | 70 – 64  | Hongarije         |
| 29 mei | Tsjecho-Slowakije | 96 – 71  | Bulgarije         |
| 30 mei | Tsjecho-Slowakije | 67 – 66  | Frankrijk         |
| 30 mei | Sovjet-Unie       | 119 – 72 | Hongarije         |
| 30 mei | Polen             | 66 – 44  | Joegoslavië       |

| Groep X |                   |             |             |             |            |            |            |        |
| #       | Land              | Wedstrijden | Wedstrijden | Wedstrijden | Doelpunten | Doelpunten | Doelpunten | Punten |
| #       | Land              | G           | W           | V           | V          | T          | Saldo      | Punten |
| 1       | Sovjet-Unie       | 6           | 6           | 0           | 606        | 413        | +193       | 12     |
| 2       | Joegoslavië       | 6           | 4           | 2           | 460        | 481        | -21        | 10     |
| 3       | Tsjecho-Slowakije | 6           | 4           | 2           | 454        | 442        | +12        | 10     |
| 4       | Frankrijk         | 6           | 3           | 3           | 436        | 464        | -28        | 9      |
| 5       | Polen             | 6           | 2           | 4           | 403        | 439        | -36        | 8      |
| 6       | Hongarije         | 6           | 1           | 5           | 432        | 507        | -75        | 7      |
| 7       | Bulgarije         | 6           | 1           | 5           | 460        | 505        | -45        | 7      |

## Plaatsingswedstrijden 8e-13e plaats
Onderlinge resultaten uit de voorronde telden mee voor de plaatsingsronde.

### Groep X
| Datum  | Land                     | Score    | Land                     |
| ------ | ------------------------ | -------- | ------------------------ |
| 24 mei | Bondsrepubliek Duitsland | 75 – 58  | Zweden                   |
| 24 mei | Roemenië                 | 64 – 63  | Spanje                   |
| 25 mei | Roemenië                 | 82 – 58  | Zweden                   |
| 25 mei | Italië                   | 79 – 61  | Nederland                |
| 26 mei | Bondsrepubliek Duitsland | 66 – 62  | Italië                   |
| 26 mei | Spanje                   | 65 – 71  | Nederland                |
| 28 mei | Roemenië                 | 71 – 69  | Nederland                |
| 28 mei | Zweden                   | 64 – 102 | Italië                   |
| 29 mei | Spanje                   | 71 – 64  | Bondsrepubliek Duitsland |
| 29 mei | Roemenië                 | 72 – 69  | Italië                   |
| 30 mei | Nederland                | 51 – 46  | Bondsrepubliek Duitsland |
| 30 mei | Zweden                   | 62 – 87  | Spanje                   |

| Groep X |                          |             |             |             |            |            |            |        |
| #       | Land                     | Wedstrijden | Wedstrijden | Wedstrijden | Doelpunten | Doelpunten | Doelpunten | Punten |
| #       | Land                     | G           | W           | V           | V          | T          | Saldo      | Punten |
| 8       | Roemenië                 | 5           | 5           | 0           | 358        | 315        | +43        | 10     |
| 9       | Italië                   | 5           | 3           | 2           | 378        | 324        | +54        | 8      |
| 10      | Nederland                | 5           | 3           | 2           | 327        | 326        | +1         | 8      |
| 11      | Spanje                   | 5           | 2           | 3           | 347        | 327        | +20        | 7      |
| 12      | Bondsrepubliek Duitsland | 5           | 2           | 3           | 307        | 311        | -4         | 7      |
| 13      | Zweden                   | 5           | 0           | 5           | 307        | 421        | -114       | 5      |

## Eindrangschikking
| Goud   | Sovjet-Unie       |
| Zilver | Joegoslavië       |
| Brons  | Tsjecho-Slowakije |
| 4      | Frankrijk         |
| 5      | Polen             |
| 6      | Hongarije         |
| 7      | Bulgarije         |

| 8  | Roemenië                 |
| 9  | Italië                   |
| 10 | Nederland                |
| 11 | Spanje                   |
| 12 | Bondsrepubliek Duitsland |
| 13 | Zweden                   |

1938 · 
1950 · 
1952 · 
1954 · 
1956 · 
1958 · 
1960 · 
1962 · 
1964 · 
1966 · 
1968 · 
1970 · 
1972 · 
1974 · 
1976 · 
1978 · 
1980 · 
1981 · 
1983 · 
1985 · 
1987 · 
1989 · 
1991 · 
1993 · 
1995 · 
1997 · 
1999 · 
2001 · 
2003 · 
2005 · 
2007 · 
2009 · 
2011 · 
2013 · 
2015 · 
2017 · 
2019 · 
2021 · 
2023